# 广东金融学院
广东金融学院（英語：Guangdong University of Finance），簡稱廣金，是一所位于中国广东省的公立财经类大学，也是华南地区唯一的金融类高校。广东金融学院的前身中国人民银行华南分区银行学校创建于1950年3月，1979年8月更名广东银行学校，2004年5月更名广东金融学院。广东金融学院由广东省人民政府举办，学校现有广州天河校本部、肇庆星湖校区和清远清城校区。

## 历史沿革
1950年10月，中国人民银行华南分区行银行学校正式创设于广州新滘区龙潭村白公祠，此为广东金融学院诞生之地。1951年3月，更名为中国人民银行广东省分行银行学校。1953年3月，陆续迁往广州市新滘区七星岗办学。1954年5月，更名为中国人民银行广东省分行干部学校，经数年建设，学校已初具规模，可容七、八百人同时集中学习。
1958年3月，学校迁址三元里瑶台村，与广东省财政干部学校合并，更名为广东省财政银行干部学校。原银行学校编制撤销，校址无偿移交海军部队医院，100多名教职工仅24人随校合并。1961年1月广东省财政银行干部学校与省贸易干部学校、省外贸干部学校合并，成立广东省财贸干部学校。1968年10月，文革期间学校停办。
1973年7月，广东省银行学校于广州长堤路人民银行广东省分行内复办，并首获独立举办全日制中等学历教育资格。1979年8月，人民银行总行开始大力建设银行学校，决定将各省银校收归总行和分行双重领导，“广东省银行学校”更名为“广东银行学校”，由省属中专改为部属中专学校。1981年10月，学校陆续迁入龙洞新校址。
1980年1月，设立广东银行学校肇庆分校，开展中专教学及干部培训。1985年4月，广东银行学校历升格为高等院校，更名广州金融专科学校(附设中专部)。1987年6月，广东银行学校划出，改在肇庆独立办学。
1992年4月，学校更名为广州金融高等专科学校。2000年2月，学校迎来了办学史上又一重要转变管理体制，划转为“中央与地方共建，以地方管理为主。2001年10月，广东银行学校并入，成为广州金融高等专科学校肇庆校区。
2004年5月“广东金融学院”正式挂牌。学校升格为本科院校。2011年10月，学校获得招收金融专业硕士研究生资格。2014年起招收外国留学生。2016年10月，学校入选广东省普通本科转型试点高校学校。同年，与英国诺丁汉大学、宁波诺丁汉大学联合招收博士研究生。2018年2月，学校与清远市政府签订战略合作协议，由清远市投20亿按“交钥匙”模式建设清远校区。同年，入选广东省“冲一流、补短板、强特色”提升计划重点学科建设高校。 2021年11月，学校成功获批硕士学位授予单位，获批金融、保险、会计3个硕士专业学位授权点。2023年12月，牵头成立广东省高等教育学会新商科实验教学专业委员会，并担任理事长单位。2024年9月，学校获批新增9个硕士学位授权点：应用经济学一级学科硕士学位授权点，应用统计、资产评估、审计、法律、国际商务、工商管理、翻译、数字经济8个专业硕士学位授权点。

## 校园
学校总占地面积2300亩，分设广州校本部、肇庆校区、清远校区。
- 校本部位于广州市天河区，毗邻华南植物园
- 肇庆校区坐落在肇庆市星湖石牌
- 清远校区位于清远市清城区。

## 教学机构[4]
截至2024年，学校设有21个教学机构。
- 肇庆校区
- 金融与投资学院
- 会计学院
- 保险学院
- 经济贸易学院
- 信用管理学院
- 工商管理学院
- 互联网金融与信息工程学院
- 外国语言与文化学院
- 法学院
- 财经与新媒体学院
- 金融数学与统计学院
- 公共管理学院
- 创业教育学院
- 马克思主义学院
- 体育教研部
- 继续教育学院
- 国际教育学院
- 实验教学中心
- 国家金融学学院
- 大数据与人工智能学院
- 清远校区

## 党政管理机构
- 党委办公室（含保密委员会办公室）
- 校长办公室（含依法治校办公室）
- 党委组织部（含党校）、党委教师工作部（合署）
- 党委宣传部、党委统战部（合署）
- 纪检监察室（纪委综合室）
- 人事处（含离退休工作办公室）
- 教务处（含招生工作办公室）
- 研究生院（含学位评定委员会办公室）
- 研究生院党总支（与党委研究生工作部合署）
- 科研处（含科技成果转移转化办公室）
- 财务处
- 审计处
- 党委学生工作部、学生工作处（含就业工作办公室、就 业研究院）（合署）
- 国际交流与合作处、港澳台事务办公室（合署）
- 党委保卫部、党委武装部、保卫处（合署）
- 发展规划处
- 基建后勤管理处
- 资产管理处
- 招标与采购中心
- 清远校区管理委员会

## 教辅机构
- 教学质量监控与评估中心（含教学督导室）
- 图书馆
- 教育技术与网络管理中心
- 档案馆
- 广州货币金融博物馆 （页面存档备份，存于）
- 教师发展中心

## 校直属科研机构
- 华南创新金融研究院（与《金融经济学研究》编辑部合署;含华南金融研究所）
- 广金-诺丁汉教育合作中心（与诺丁汉高级金融研究院合署）

## 校刊
```
《金融经济学研究》
（原《广东金融学院学报》）创刊于1986年,该刊是CSSCI、北大中文核心、社科院人文核心三大权威索引期刊，在中国财经类期刊排名第二。
```